# Екотон

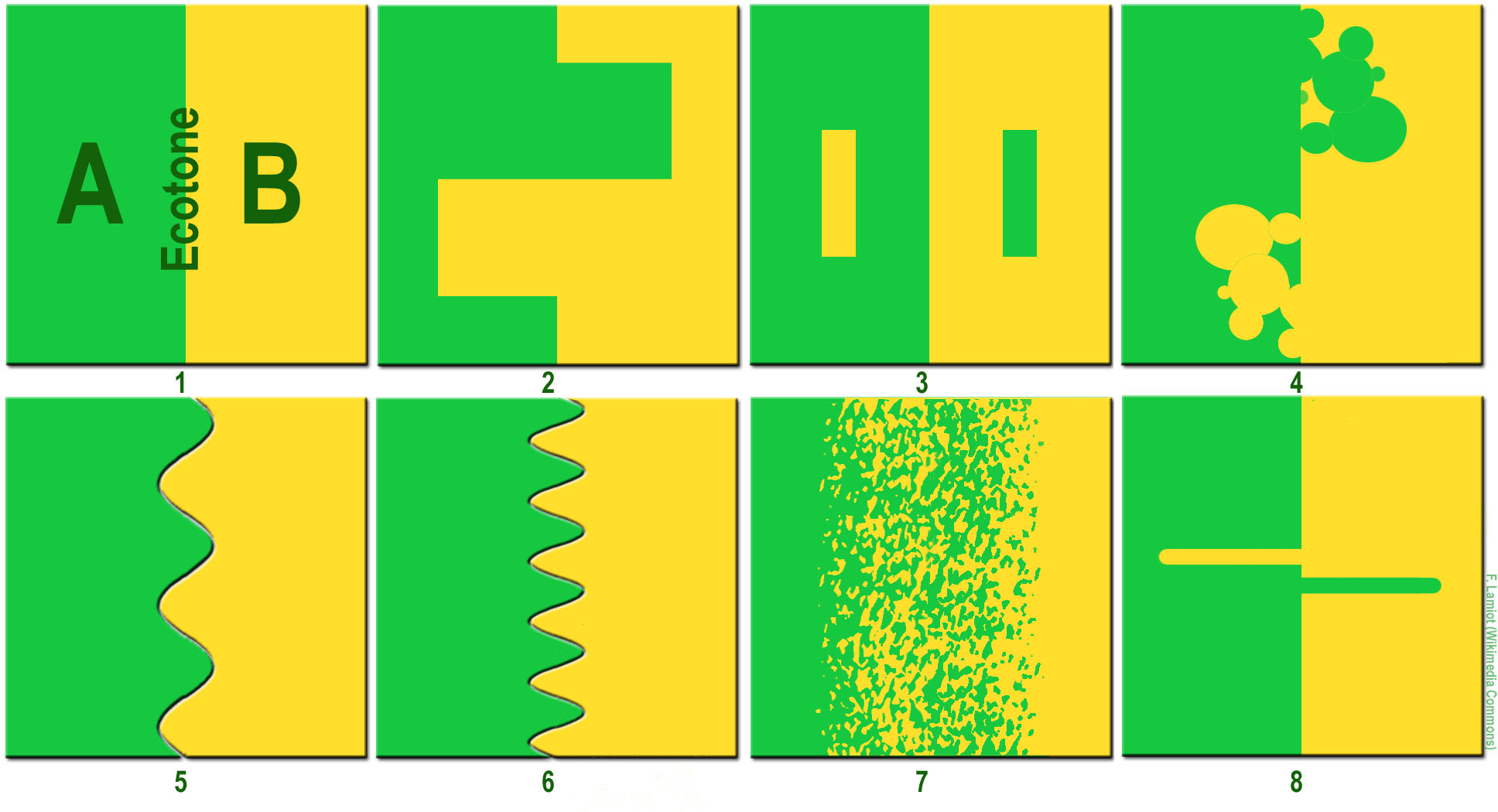
На рис. 1 і 2 показано прості екотони з рівними гомогенними поверхнями в обох випадках; Рис. 3 показує вторгнення одних біоценозів до інших, що створює багато екотонів, ускладнений приклад показано на рис. 4. Рис. 5 і 6 показують окрайок лісу або банки, варіант розглядається таким чином, щоб значно подовжити екотон без надмірної зміни навколишнього середовища. Рис.7 показує взаємне масоване проникнення двох біоценозів (як, приклад, те, що відбувається на узліссі). На рис. 8 показано екотон, який може бути створений тваринами, які модифікують довкілля.

Термін «екотон» введений у наукову літературу в першій половині XIX ст. для означення перехідних територій (зон) між біомами (тундра — хвойні ліси), а також для верхньої межі лісу в горах. Згодом, з розвитком екології і фітоценології, поняття екотону звузилось до територій стику або зон різкого переходу між двома і більше різними екологічними виділами.

## "Екологічне" визначення екотону (Одум, 1975)[1]
"... Екотон являє собою перехід між двома і більше різними угрупованнями (фізіономічно помітними), наприклад між лісом і лугом або між м'яким і твердим ґрунтом морських біоценозів. Це прикордонна зона, або зона «напруги», яка може мати значну лінійну протяжність, але завжди буває вужчою від територій самих сусідніх угруповань ".
Роль екотонних ділянок у збереженні біорізноманіття постійно зростає у міру зростання антропогенного впливу на природні екосистеми. Так, добре відомо, що щільність населення співочих птахів вище на територіях хуторів, садиб та інших подібних місць, які складаються з мозаїчних місцеперебувань, що істотно збільшує протяжність "кордонів" у порівнянні з більш гомогенними ділянками лісу або луки.

## "Ландшафтне" визначення екотону (Коломыц, 1987, с. 12.)[2]
"... Ландшафт-екотон є «угруповання» природно-територіальних комплексів як відносно однорідних на даному ієрархічному рівні географічних утворень, функціонально взаємопов'язаних і просторово впорядкованих відповідними геопотоками".
Як екотон може розглядатися й урочище (як сполучена система ландшафтних фацій, підпорядкованих чергуванню форм мікрорельєфу), і велика континентальна зона, що має ранг ландшафтного сектора материка (переважно біокліматичні природно територіальні утворення, безпосередньо пов'язані з зональністю як універсальним проявом просторової організації біосфери). В останньому випадку як приклад можна вказати на трансконтинентальний бореальний екотон (Коломыц, 1994) - систему зональних кордонів, що розділяють бореальний пояс (переважно тайгово-лісовий) і суббореальний (лісостеповій та степовій). Цей екотон зумовлений найважливішим кліматичним кордоном - "переходом співвідношення тепла і вологи через 1". Докладний аналіз структури екосистем цього об'єкта і прогноз зміни ландшафтних меж бореального екотону Волзького басейну при глобальних змінах клімату виконаний в спеціальній роботі «Екологія ландшафтів Волзького басейну в системі глобальних змін клімату (прогнозний Атлас-монографія)», виданий в Інституті екології Волзького басейну РАН в 1995 р.
Як "екотон в часі" можна розглядати й сукцесійні стадії, коли одночасно функціонують старий (зміняється) і новий (виникає) набори видів, з цих позицій знаходить пояснення ефект зниження біологічного різноманіття в клімаксових угрупованнях в порівнянні з більш ранніми сукцесійними стадіями.
Ю. Одум (1975) підкреслює, що збільшення щільності населення організмів в екотоні — явище не універсальне ("байдужість" до екотонів демонструють деякі види мисливсько-промислових тварин. Лані й куріпки зменшують щільність дерев на узліссях, "ефект Ремане" та ін.).

## Властивості екотонів
Екотони, як реальні дискретні структурні одиниці рослинного покриву, мають специфічні властивості — в їхніх межах можуть формуватись особливі, часто зі складною мозаїчною екологічною структурою, типи оселищ. Ці особливості зумовлюють формування відповідних таким умовам видових комплексів і угруповань, які складаються з екологічно відмінних популяцій різних видів, що походять здебільшого (але не обов'язково) з суміжних фітоценозів.
В екотоні може проходити екологічна межа популяції, зміни параметрів яких за цих умов, зокрема розміщення, щільність тощо, можна використовувати під час визначення обсягів популяцій.

## Характеристики екотону
Екотонам властивий високий рівень біологічної різноманітності, особливо коли вони займають значні площі і є достатньо стабільними протягом тривалих проміжків часу, що пояснюють так званим явищем екотонного ефекту — підвищенням видової насиченості внаслідок перекривання екологічних амплітуд видів різних екологічних і систематичних груп. Найвиразніше екотонний ефект виявляється між екологічно контрастними оселищами — що більш відмінні умови оселищ фітоценозів, то відмінніші композиції видів екотону.